# Antony (cầu thủ bóng đá, sinh 2000)
Antony Matheus dos Santos (sinh ngày 24 tháng 2 năm 2000), thường được biết đến với tên gọi Antony (phát âm tiếng Bồ Đào Nha Brazil: [ˈɐ̃tɔni]), là một cầu thủ bóng đá chuyên nghiệp người Brasil hiện đang thi đấu ở vị trí tiền vệ cánh phải cho câu lạc bộ La Liga Real Betis dưới dạng cho mượn từ câu lạc bộ Premier League Manchester United và đội tuyển bóng đá quốc gia Brasil.
Antony tốt nghiệp từ lò đào tạo của São Paulo và ra mắt đội một cho câu lạc bộ vào năm 2018. Anh chuyển ra nước ngoài đến Ajax vào mùa hè năm 2020 nơi anh giành được hai danh hiệu Eredivisie và một Cúp KNVB trong hai mùa giải anh thi đấu. Màn trình diễn của Antony ở Hà Lan đã dẫn đến một vụ chuyển nhượng trị giá 95 triệu euro (82 triệu bảng Anh) đến Manchester United, số tiền cao nhất được trả cho một cầu thủ Eredivisie.
Antony đã giành huy chương vàng cùng đội tuyển U-23 Brasil tại Thế vận hội mùa hè 2020. Sau đó, anh ra mắt đội tuyển quốc gia và ghi bàn vào lưới Venezuela vào tháng 10 năm 2021, rồi tiếp tục đại diện cho Brasil tại Cúp bóng đá thế giới 2022.

## Sự nghiệp câu lạc bộ

### São Paulo FC
Anh sinh ra ở Osasco, Brasil. Antony tham gia đội trẻ của São Paulo FC vào năm 2010. Năm 2018, São Paulo FC vô địch J League Challenge ở Nhật Bản. Anh được bầu chọn là cầu thủ xuất sắc nhất giải đấu đó.
Vào ngày 26 tháng 9 năm 2018, Antony được gọi lên đội 1 của câu lạc bộ. Anh đã ký hợp đồng mới với São Paulo FC, có thời hạn đến tháng 9 năm 2023. Ngày 15 tháng 11, anh có trận ra mắt đội 1, khi đó anh vào sân thay cho Helinho trong trận hòa 1-1 trước Grêmio.

### Ajax
Vào ngày 23 tháng 2 năm 2020, Ajax đã ký hợp đồng với Antony theo hợp đồng 5 năm, có hiệu lực từ ngày 1 tháng 7 năm 2020, với giá 13 triệu bảng ban đầu, có thể tăng lên 18,2 triệu bảng. Anh ra mắt câu lạc bộ vào ngày 13 tháng 9 năm 2020, ghi bàn thắng duy nhất trong chiến thắng trên sân khách trước Sparta Rotterdam. Anh có trận ra mắt tại UEFA Champions League vào ngày 27 tháng 10, trong trận hòa 2–2 trước Atalanta, rời sân ở phút 90, sau một pha va chạm với Ruslan Malinovskyi, trước khi ghi bàn thắng đầu tiên trong trận thi đấu vào ngày 3 tháng 11 năm 2020, trong chiến thắng 2-1 trên sân khách trước Midtjylland.

Trong mùa giải 2020–21, Antony đã cạnh tranh với David Neres cho một vị trí trong đội hình xuất phát, cuối cùng giành được vị trí của anh ấy, đóng góp vào 46 lần ra sân và kết thúc mùa giải với 11 bàn thắng và 10 đường kiến tạo, bao gồm một bàn thắng trong chiến thắng 3–1 trước Vitesse trong trận chung kết cúp quốc nội, giúp Ajax giành cú đúp quốc nội Eredivisie và KNVB Cup. Mùa giải tiếp theo, bất chấp việc ký hợp đồng với Mohamed Daramy và Steven Berghuis, Antony vẫn giữ được vị trí trong đội hình xuất phát, với hai bàn thắng và bốn đường kiến tạo vào lưới Sporting CP và Borussia Dortmund, Ajax trở thành câu lạc bộ Hà Lan đầu tiên giành chiến thắng cả sáu trận vòng bảng Champions League trong lịch sử giải đấu. Ba bàn thắng và một pha kiến tạo của anh ấy đã mang về cho anh ấy danh hiệu Cầu thủ của tháng và Tài năng của tháng của giải đấu vào tháng 12. Vào ngày 20 tháng 3, Antony đã ghi bàn thắng ấn định tỷ số trong chiến thắng 3–2 trước đối thủ của De Klassieker là Feyenoord ở Eredivisie, sau năm phút bù giờ, trước khi bị đuổi khỏi sân, sau khi nhận thẻ vàng thứ hai vài giây sau đó lãng phí. Chín ngày sau, khi đang làm nhiệm vụ quốc tế cho đội tuyển quốc gia Brasil, trong trận đấu tại  Vòng loại World Cup 2022, Antony bị chấn thương mắt cá, khiến anh phải nghỉ thi đấu trong phần còn lại của mùa giải.
— Antony về quyết định rời Ajax trong một cuộc phỏng vấn với Fabrizio Romano vào ngày 26 tháng 8 năm 2022.
Sau khi anh ấy trở lại sau chấn thương trong trận gặp Fortuna Sittard vào ngày 6 tháng 8, mùa giải 2022–23 diễn ra trước một cuộc tranh cãi về mong muốn Antony rời Ajax. Sau khi Ajax từ chối sự quan tâm của Manchester United đối với sự phục vụ của Antony, bao gồm giá thầu chuyển nhượng 85 triệu euro, anh ấy đã không thể tập luyện, bị loại khỏi các trận đấu với Sparta Rotterdam và Utrecht. Trong một cuộc phỏng vấn, Antony tiết lộ rằng anh ấy muốn trở lại vào tháng Hai, nhưng anh ấy đã đợi đến cuối kỳ chuyển nhượng mùa hè để tiến hành thủ tục, từ chối gia hạn hợp đồng từ Ajax để "theo đuổi giấc mơ của mình".

### Manchester United
Ngày 30 tháng 8 năm 2022, Ajax xác nhận rằng họ đã đạt được thỏa thuận với Manchester United về việc chuyển nhượng Antony. Hai ngày sau, Antony ký hợp đồng 5 năm với phí chuyển nhượng 95 triệu euro (82 triệu bảng), kèm thêm 5 triệu euro (4,27 triệu bảng) cho các tiện ích bổ sung, cao thứ ba phí chuyển nhượng từng được câu lạc bộ trả sau Paul Pogba và Romelu Lukaku và đây là vụ chuyển nhượng lớn nhất của Ajax và Eredivisie từ trước đến nay.
Khi đến câu lạc bộ, anh đã được trao chiếc áo số 21 mà Edinson Cavani đã mặc trước đó, người vừa mới rời câu lạc bộ. Antony đã ghi bàn trong trận ra mắt câu lạc bộ trong chiến thắng 3–1 trên sân nhà trước đối thủ Arsenal. Anh có bàn thắng thứ 3 cho United trong trận đấu thuộc vòng 10 Ngoại hạng Anh trong trận đấu làm khách trên sân của Everton F.C. Đây là bàn thắng gỡ hòa 1-1, khởi đầu cho trận thắng lội ngược dòng (2-1) của United, và anh trở thành cầu thủ đầu tiên của United ghi bàn thắng trong 3 trận ra mắt đầu tiên ở Ngoại hạng Anh trong 50 năm.
Antony có bàn thắng đầu tiên ở Cup Châu Âu cho United vào đêm ngày 23 tháng 2 năm 2023, khi vào sân thay Wout Weghorst ở đầu hiệp 2 (trận play-off UEFA Europa League lượt về trên sân Old Trafford trước FC Barcelona) và ghi bàn ở phút thứ 73, ấn định chiến thắng 2-1 và giúp United loại FC Barcelona để lọt vào vòng 16 đội. Bàn thắng này sau đó được bình chọn là Bàn thắng của mùa giải của Manchester United.
Ở trận đấu thứ 37 ở Ngoại hạng mùa bóng 2022-2023 gặp Chelsea F.C. trên sân Old Trafford đêm ngày 25 tháng 5 năm 2023, Antony đã gặp chấn thương nặng và vắng mặt ở các trân đấu còn lại của mùa giải, qua đó kết thúc mùa giải với 8 bàn thắng.
Ở mùa giải 2023–24, Antony sa sút phong độ và không ghi được bàn thắng và kiến tạo, cho đến ngày 28 tháng 1 năm 2024, anh ghi một bàn thắng và một kiến tạo cho Manchester United trong chiến thắng 4–2 trước Newport County ở Cúp FA. Ngày 17 tháng 3, anh ghi bàn thắng gỡ hòa 2–2 trước Liverpool trong trận thắng chung cuộc 4–3, giúp đội bóng anh tiến vào vòng bán kết Cúp FA.
Ngày 27 tháng 4, Antony ghi bàn thắng đầu tiên tại Premier League sau một năm khi Manchester United cầm hòa 1–1 trước Burnley.

#### Cho mượn tại Real Betis
Ngày 25 tháng 1 năm 2025, Antony được cho mượn tại câu lạc bộ La Liga Real Betis đến hết mùa giải 2024–25. Anh có trận ra mắt vào ngày 2 tháng 2 là trong trận gặp Athletic Bilbao bằng đá chính ngay từ đầu. Ở phút thứ 15, anh thực hiện một cú sút vào khung thành nhưng bị thủ môn của Bilbao Unai Simón cản phá về phía đồng đội của Real Betis là Isco, người pha dứt điểm thành bàn thắng mở tỷ số. Trận đấu đó kết thúc với tỷ số 2–2 chung cuộc, Antony sau đó giành giải thưởng Cầu thủ xuất sắc nhất trận vì nỗ lực của anh, đồng thời cũng nhận giải thưởng một lần nữa khi ghi bàn trong trận thua 2–3 trước Celta Vigo, đó là bàn thắng đầu tiên của anh tại Real Betis.
Ngày 13 tháng 2, Antony ghi bàn thắng đầu tiên ở đấu trường châu Âu cho Betis từ ngoài vòng cấm khi đội bóng anh đánh bại câu lạc bộ Bỉ Gent ở Conference League (3–0) và tiến vào vòng loại trực tiếp giải đấu với tỷ số chung cuộc 3–1 sau cả hai lượt. Ngày 16 tháng 2, anh ghi bàn thắng thứ hai tại La Liga cho Betis và kiến tạo cho đồng đội Marc Roca giúp đội bóng anh đánh bại Real Sociedad 3–0. Ngày 23 tháng 2, trong trận gặp Getafe, Antony thực hiện pha kiến tạo cho Isco ghi bàn mở tỷ số. Tuy nhiên, ở phút bù giờ thứ ba, anh nhận thẻ đỏ và bị đuổi khỏi sân sau pha phạm lỗi với Juan Iglesias. Chỉ ba ngày sau, Liên đoàn Bóng đá Tây Ban Nha ra quyết định hủy án phạt do đơn đơn kháng cáo của Real Betis cho rằng án phạt là không thỏa đáng. Ngày 8 tháng 5, anh ghi bàn tỷ số và pha kiến tạo trong hiệp phụ góp công thắng chung cuộc 4–3 trước Fiorentina, qua đó giúp Real Betis lọt vào trận chung kết giải đấu châu Âu đầu tiên trong lịch sử câu lạc bộ.

## Đội tuyển quốc gia
Ngày 17 tháng 6 năm 2021, Antony được gọi lên U-23 Brasil để chuẩn bị cho Thế vận hội mùa hè 2020. Anh ấy đá chính trong tất cả sáu trận đấu của Brasil tại giải đấu. Trong trận chung kết với Tây Ban Nha, anh đã kiến tạo cho Malcom ghi bàn quyết định trong hiệp phụ giúp Brasil giành chức vô địch. Anh ghi sáu bàn sau 22 trận cho đội U-23.
Anh ra mắt đội tuyển bóng đá quốc gia Brasil vào ngày 7 tháng 10 năm 2021, trong trận đấu thuộc khuôn khổ Vòng loại FIFA World Cup 2022 gặp Venezuela. Anh vào sân thay người ở phút 77 và ghi một bàn thắng trong thời gian bù giờ để ấn định chiến thắng 3-1 cho Brasil.

## Thống kê

### Câu lạc bộ
Tính đến ngày 19 tháng 1 năm 2025
| Câu lạc bộ          | Mùa giải            | Giải đấu            | Giải đấu | Giải đấu | Giải đấu cấp bang | Giải đấu cấp bang | Cúp quốc gia | Cúp quốc gia | Cúp liên đoàn | Cúp liên đoàn | Châu lục | Châu lục | Khác | Khác | Tổng | Tổng |
| Câu lạc bộ          | Mùa giải            | Hạng đấu            | Trận     | Bàn      | Trận              | Bàn               | Trận         | Bàn          | Trận          | Bàn           | Trận     | Bàn      | Trận | Bàn  | Trận | Bàn  |
| ------------------- | ------------------- | ------------------- | -------- | -------- | ----------------- | ----------------- | ------------ | ------------ | ------------- | ------------- | -------- | -------- | ---- | ---- | ---- | ---- |
| São Paulo           | 2018                | Série A             | 3        | 0        | 0                 | 0                 | 0            | 0            | —             | —             | 0        | 0        | —    | —    | 3    | 0    |
| São Paulo           | 2019                | Série A             | 29       | 4        | 14                | 2                 | 1            | 0            | —             | —             | 1        | 0        | —    | —    | 45   | 6    |
| São Paulo           | 2020                | Série A             | 0        | 0        | 2                 | 0                 | 0            | 0            | —             | —             | 2        | 0        | —    | —    | 4    | 0    |
| São Paulo           | Tổng cộng           | Tổng cộng           | 32       | 4        | 16                | 2                 | 1            | 0            | —             | —             | 3        | 0        | —    | —    | 52   | 6    |
| Ajax                | 2020–21             | Eredivisie          | 32       | 9        | —                 | —                 | 4            | 1            | —             | —             | 10       | 1        | —    | —    | 46   | 11   |
| Ajax                | 2021–22             | Eredivisie          | 23       | 8        | —                 | —                 | 3            | 2            | —             | —             | 7        | 2        | 0    | 0    | 33   | 12   |
| Ajax                | 2022–23             | Eredivisie          | 2        | 1        | —                 | —                 | —            | —            | —             | —             | —        | —        | 1    | 1    | 3    | 2    |
| Ajax                | Tổng cộng           | Tổng cộng           | 57       | 18       | —                 | —                 | 7            | 3            | —             | —             | 17       | 3        | 1    | 1    | 82   | 25   |
| Manchester United   | 2022–23             | Premier League      | 25       | 4        | —                 | —                 | 5            | 1            | 5             | 1             | 9        | 2        | —    | —    | 44   | 8    |
| Manchester United   | 2023–24             | Premier League      | 29       | 1        | —                 | —                 | 4            | 2            | 1             | 0             | 4        | 0        | —    | —    | 38   | 3    |
| Manchester United   | 2024–25             | Premier League      | 8        | 0        | —                 | —                 | 0            | 0            | 2             | 1             | 4        | 0        | 0    | 0    | 14   | 1    |
| Manchester United   | Tổng cộng           | Tổng cộng           | 62       | 5        | —                 | —                 | 9            | 3            | 8             | 2             | 17       | 2        | 0    | 0    | 96   | 12   |
| Tổng cộng sự nghiệp | Tổng cộng sự nghiệp | Tổng cộng sự nghiệp | 151      | 27       | 16                | 2                 | 17           | 6            | 8             | 2             | 37       | 5        | 1    | 1    | 230  | 43   |

1. ↑  Bao gồm Campeonato Paulista
2. ↑  Bao gồm Copa do Brasil, Cúp KNVB, Cúp FA
3. ↑  Bao gồm Cúp EFL
4. 1 2  Số lần ra sân tại Copa Libertadores
5. ↑  Bốn lần ra sân và một bàn thắng tại UEFA Champions League, sáu lần ra sân tại UEFA Europa League
6. 1 2  Số lần ra sân tại UEFA Champions League
7. ↑  Ra sân tại Johan Cruyff Shield
8. 1 2  Số lần ra sân tại UEFA Europa League

### Quốc tế
Tính đến ngày 25 tháng 3 năm 2023
| Đội tuyển quốc gia | Năm       | Trận | Bàn |
| ------------------ | --------- | ---- | --- |
| Brasil             | 2021      | 5    | 1   |
| Brasil             | 2022      | 10   | 1   |
| Brasil             | 2023      | 1    | 0   |
| Tổng cộng          | Tổng cộng | 16   | 2   |

Tính đến trận đấu diễn ra ngày 29 tháng 3 năm 2022
Tỷ số và kết quả liệt kê số bàn thắng của Brasil trước tiên, cột bàn thắng cho biết tỷ số sau mỗi bàn thắng của Antony
| # | Ngày                | Địa điểm                                       | Trận | Đối thủ   | Bàn thắng | Kết quả | Giải đấu                      |
| - | ------------------- | ---------------------------------------------- | ---- | --------- | --------- | ------- | ----------------------------- |
| 1 | 7 tháng 10 năm 2021 | Estadio Olímpico de la UCV, Caracas, Venezuela | 1    | Venezuela | 3–1       | 3–1     | Vòng loại FIFA World Cup 2022 |
| 2 | 1 tháng 2 năm 2022  | Estádio Mineirão, Belo Horizonte, Brazil       | 7    | Paraguay  | 3–0       | 4–0     | Vòng loại FIFA World Cup 2022 |

## Danh hiệu
Ajax
- Eredivisie: 2020–21, 2021–22[11]
- KNVB Cup: 2020–21[10]

Manchester United
- FA Cup: 2023–24[48]
- EFL Cup: 2022–23[49]

U23 Brasil
- Thế vận hội Mùa hè: 2020[43]
- Toulon Tournament: 2019[50]

Cá nhân
- Eredivisie: Cầu thủ xuất sắc nhất tháng: Tháng 12 năm 2020[13]
- Eredivisie: Tài năng của tháng: Tháng 12 năm 2021[13]
- Bàn thắng đẹp nhất mùa giải của Manchester United: 2022–23[51]